# جايارام
جايارام هو ممثل هندي، ولد في 10 ديسمبر 1965 في الهند. من الجوائز التي نالها جائزة فيلم فير جنوب.

## جوائز
- جائزة فيلم فير جنوب.

## وصلات خارجية
- جايارام على موقع IMDb (الإنجليزية)
- جايارام على موقع ميوزك برينز (الإنجليزية)
- جايارام على موقع قاعدة بيانات الفيلم (الإنجليزية)